# Laurent Cassegrain
Laurent Cassegrain ([lorán kasegrein]; kolem 1629, oblast Chartres – 31. srpna 1693 Chaudon, Eure-et-Loir) byl francouzský katolický kněz, fyzik a vynálezce.

## Život
O jeho životě není mnoho známo. Jeho rodiče byli Mathurin Cassegrain a Jeanne Marquet. Není známo, kde a jak studoval, ale roku 1654 už byl knězem a profesorem, kterého patrně zajímala akustika, optika a mechanika. Později učil přírodní vědy na Collège (vyšším gymnáziu) v Chartres.

## Dalekohled

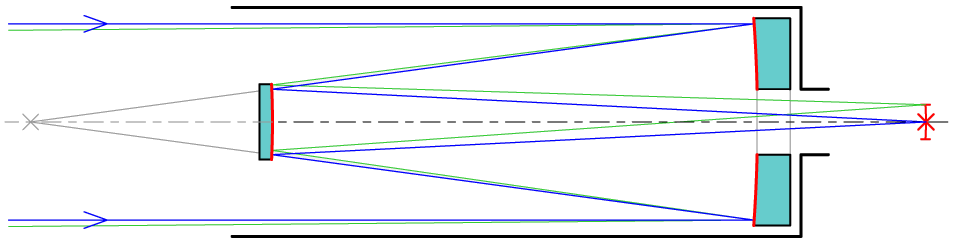
Dráha světla v Cassegrainově dalekohledu

Cassegrain patrně zdokonalil Newtonův zrcadlový dalekohled. V dalekohledu místo rovinného sekundárního zrcadla použil zrcadlo vypuklé, jež odráží paprsky do středového otvoru v dutém primárním zrcadle a do okuláru, který se nachází na zadní straně tubusu.
Výhodou je zkrácení stavební délky soustavy, respektive prodloužení ohniskové vzdálenosti. Toho se využívá zejména ve fotografii, většinou ale už ve verzích Schmidt nebo Maksutov. Vzhledem k tomu, že je sekundární zrcadlo umístěné zhruba v polovině optické délky soustavy, kde je optický svazek ještě poměrně široký, dochází vlivem zastínění ke snížení světelnosti oproti klasické soustavě Newtonově, která má sekundární zrcátko menší. Dalším důsledkem je zhoršení teoretické ostrosti vytvořeného obrazu.
Vylepšením Cassegrainovy soustavy jsou pak soustavy Schmidt, Maksutov nebo Ritchey–Chretien.